# 리움미술관
리움미술관은 서울특별시 용산구 한남동에 위치한 사립미술관으로, 2004년 10월 19일 개관했다. 삼성그룹의 창립자 이병철의 수집품에서 출발했다. 리움은 설립자의 성인 Lee와 미술관을 뜻하는 영어 Museum의 어미 -um을 합성한 것이다. 한국 3대 사립미술관 중 하나로 꼽힌다. 리움미술관 건물은 스위스 건축가 마리오 보타, 프랑스 건축가 장 누벨, 네덜란드 건축가 렘 쿨하스가 설계했다.

## 핵심가치[4]
- 문화창조 (Culture Creation)

창의와 혁신, 실험적인 아이디어로 문화창조에 기여함
- 융합 (Convergence)

전통과 현대, 예술과 기술, 동서양 문화의 융합 뿐만 아니라 다양한 예술 장르의 통합을 모색함
- 소통 (Communication)

다양한 프로그램을 통해 관객과 소통하며 한국과 국제사회의 문화의 플랫폼을 목표함

## 시설현황[5]
| 시설명               | 건축가      | 면적                                                   | 규모               |
| -------------------- | ----------- | ------------------------------------------------------ | ------------------ |
| Museum 1 (M1)        | 마리오 보타 | 대지 700평 연면적 3,000평                              | 지상 4층, 지하 3층 |
| Museum 2 (M2)        | 장 누벨     | 대지 1,787㎡ (500평) 연면적 5,167㎡ (1,500평)          | 지상 2층, 지하 3층 |
| 삼성아동교육문화센터 | 렘 쿨하스   | 대지 3,980㎡ (약 1,200평) 연면적 13,254㎡ (약 3,900평) | 지상 2층, 지하 3층 |

MUSEUM 2의 지하에서는 비밀의 화원이 있다. 전시장 유리창 밖으로 보이는 선큰 가든(Sunken Garden)과 개비온 월(Gabion Wall)이다. 개비온 월은 벽면 기초 공사 때 나온 암반석을 쪼개 철제 프레임에 담아 쌓아 올린 작품이다. 예술과 건축 그리고 숨 쉬는 자연, 삼박자를 고루 갖추고 있다.

## 소장품

### 갤러리

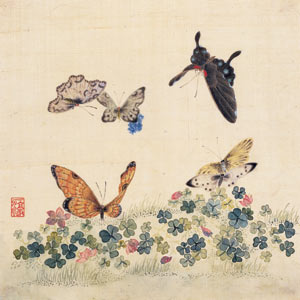
화접도
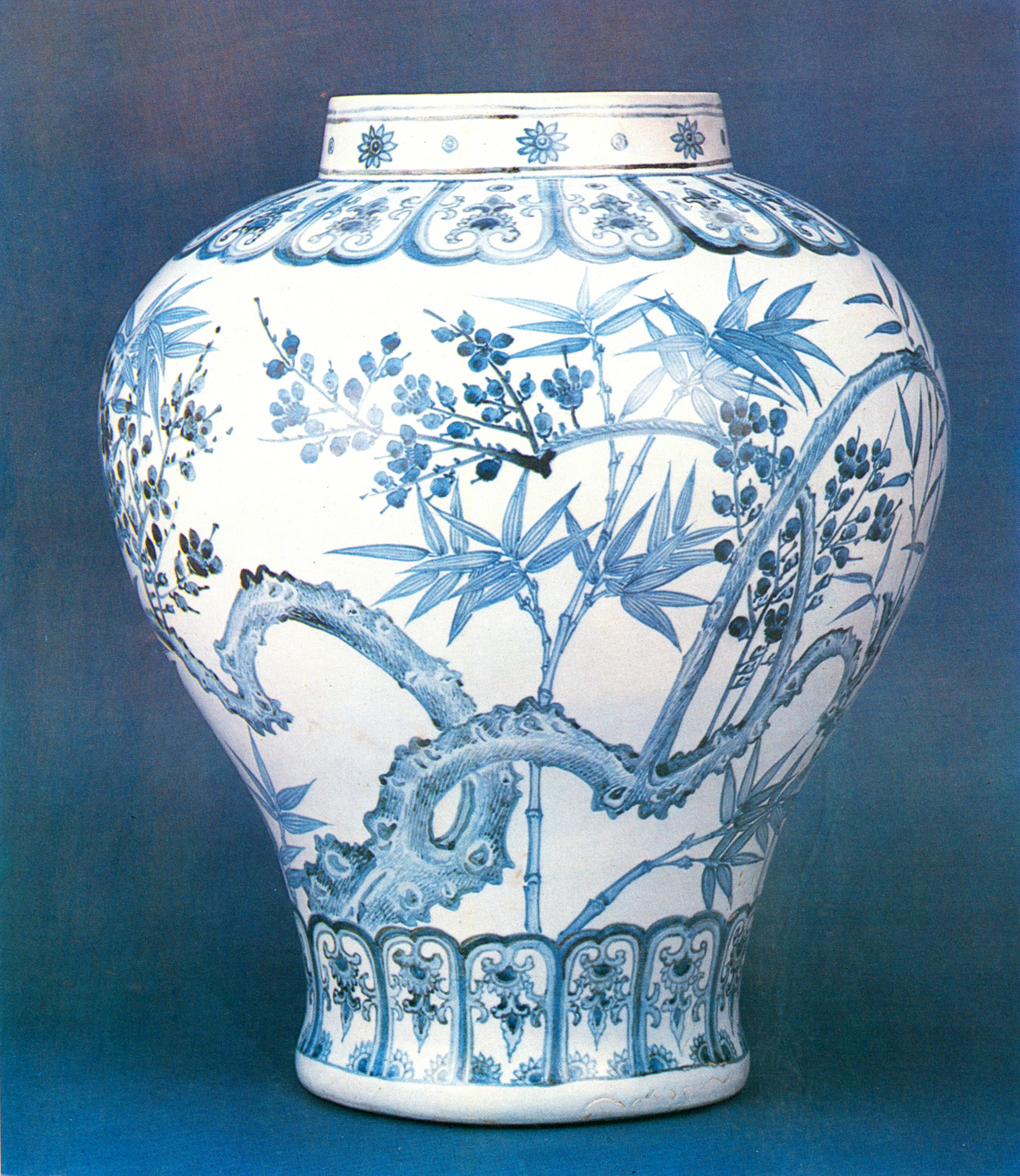
백자 청화매죽문 항아리
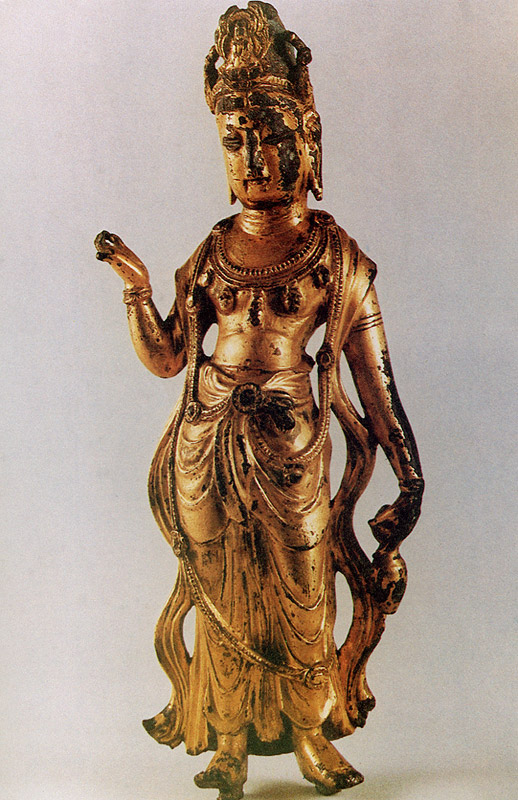
금동관음보살입상
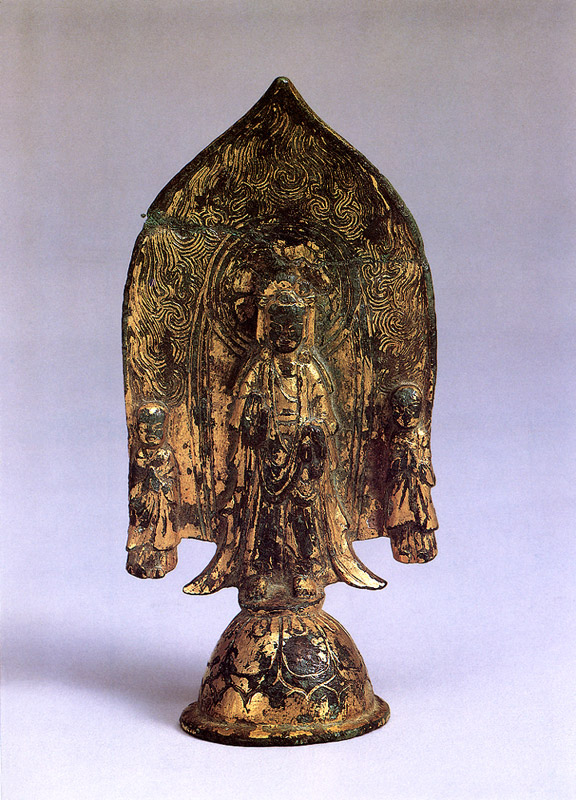
국보 제134호 금동보살삼존입상

## 같이 보기
- 이건희 기증관
- 호암미술관